# Tanzsuite aus Klavierstücken von François Couperin
Tanzsuite aus Klavierstücken von François Couperin, TrV 245 von Richard Strauss ist ein Arrangement für Orchester von Cembalo-Kompositionen des französischen Barockkomponisten François Couperin. Die Suite, manchmal auch Couperin-Suite genannt, besteht aus acht Sätzen und wurde von Strauss 1923 für den Wiener Fasching komponiert.

## Besetzung

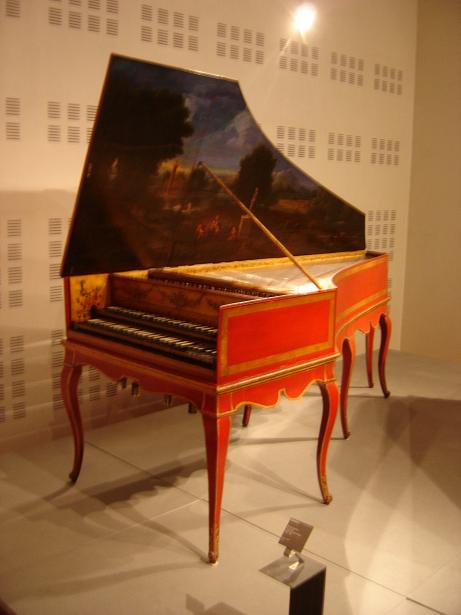
Französisches Cembalo, 1697 erbaut

- 2 Flöten, Englischhorn, 2 Klarinetten, 2 Fagotte
- 2 Hörner, Trompete, Posaune
- Glockenspiel
- Cembalo, Harfe, Celesta
- Streicherensemble: 1. und 2. Violine, Viola, Violoncello, Kontrabass

## Aufführungsgeschichte
Die Tanzstücke nach Couperin entstanden zunächst aus einer Zusammenarbeit von Strauss mit Heinrich Kröller, der die Uraufführung von Strauss’ Josephs Legende an der Berliner Staatsoper 1921 choreographiert hatte. Die Uraufführung von ausgewählten Stücken aus den Cembalo-Suiten, die Couperin in vier Bänden veröffentlicht hatte und selbst als Ordre bezeichnet, erfolgte am 17. Februar 1923 im Rahmen einer vierteiligen „Balletsoirée“ an der Wiener Staatsoper, dirigiert von Clemens Krauss. Anschließend an Couperins Tänze erklangen Ma mère l’oye von Maurice Ravel, eine Auswahl von Ballettmusik von Rameau und zum Abschluss die Tritsch-Tratsch-Polka sowie der Accelerationen-Walzer von Johann Strauss (Sohn). Die orchestrierte Fassung berücksichtigt einerseits Konventionen der Barockmusik, beispielsweise sind öfters Verzierungen vorgeschrieben. Andererseits muss die Instrumentation bei der Uraufführung ungewohnt geklungen haben: Die Nr. 3 („Carillon“) zum Beispiel ist für Glockenspiel, Celesta, Harfe und Cembalo gesetzt, und auch in weiteren Nummern der Suite ist das Cembalo zu hören. Strauss’ Orchestrierung von Couperins Musik wird deshalb als ein Beispiel von Neoklassizismus angesehen.
Die vollständige „Balletsoirée“ wurde 1929 ein zweites und letztes Mal aufgeführt. Die Couperin-Suite erlebte jedoch als Konzertstück sowie als eigenständiges kurzes Ballett mehrere Aufführungen, 1924 als deutsche Premiere in Darmstadt und 1930 an der Dresdner Staatsoper. Ausschnitte aus der Suite dienten als Filmmusik für den Stummfilm Der Rosenkavalier von 1926. 1940–1941 wandte sich Strauss wiederum Couperin zu. Für ein Ballett unter dem Titel Verklungene Feste: Tanzvisionen aus zwei Jahrhunderten orchestrierte er neun weitere Klavierstücke von Couperin unter dem Titel Divertimento, dessen Uraufführung am 31. Januar 1943 wiederum von Clemens Krauss dirigiert wurde.

## Beginn der einzelnen Sätze
| Strauss-Suite                             | Partitur | Quelle bei Couperin: Buch, Ordre, Nummer des Stücks |
| ----------------------------------------- | -------- | --- |
| 1. Einzug und feierlicher Reigen (Pavane) |          | 1. Les Grâces incomparables, ou la Conti (3, 16, 1) 2. La Superbe, ou la Forqueray (3, 17, 1) |
| 2. Courante                               |          | 1. Première Courante (1, 1, 2) 2. Seconde Courante (1, 1, 3) 3. Les Nonètes (1, 1, 13) |
| 3. Carillon                               |          | 1. Le Carillon de Cithere (3, 14, 6) 2. L'Evaporée (3, 15, 3) |
| 4. Sarabande                              |          | 1. Sarabande: La Majestueuse (1, 1, 4) 2. Les sentimens, sarabande (1, 1, 11) |
| 5. Gavotte                                |          | 1. La Fileuse (2, 12, 6) 2. Gavotte (4, 26, 2) 3. Les satires, chèvre pieds (seconde partie) (4, 23, 5) 4. La bourbonnoise, gavotte (1, 1, 14) 5. La Princesse Marie (première partie) (4, 20, 1) |
| 6. Wirbeltanz                             |          | 1. Le Turbulent (3, 18, 4) 2. Les petits moulins à vent (3, 17, 2) 3. Les tricoteuses (4, 23, 2)                                                                                                  |
| 7. Allemande und Menuett                  |          | 1. Allemande à deux clavecins (2, 9, 1) 2. Les charmes (2, 9, 3) |
| 8. Marsch                                 |          | 1. Les matelots provençales (Première partie) (1, 3, 11) |

Quelle: Wayne Heisler, S. 109–110.